# 蔡望怀
蔡望怀（1938年9月—），男，祖籍福建南安，生于福建厦门，中华人民共和国政治人物，曾任厦门市人民政府副市长，厦门市政协主席，第九届全国政协委员，省人大第七届代表，省政协第七、八、九届委员。

## 生平
蔡望怀祖籍福建省南安县官桥镇漳里村，1938年生于厦门市。1955年，蔡望怀就读于北京石油学院，1960年毕业于厦门大学，分配到龙岩一中任教。1979年，调入厦门市教师进修学院。1984年起，历任厦门市人民政府副秘书长、教委主任、副市长。1993年至2002年12月，任厦门市政协主席、党组书记（1995年6月定级为副省级干部）。2010年起，国务院参事室聘任为特约研究员。

## 家庭
父亲蔡丕杰为英美文学研究家，厦门大学教授，从事教职五十年以上。